# Jezioro dystroficzne

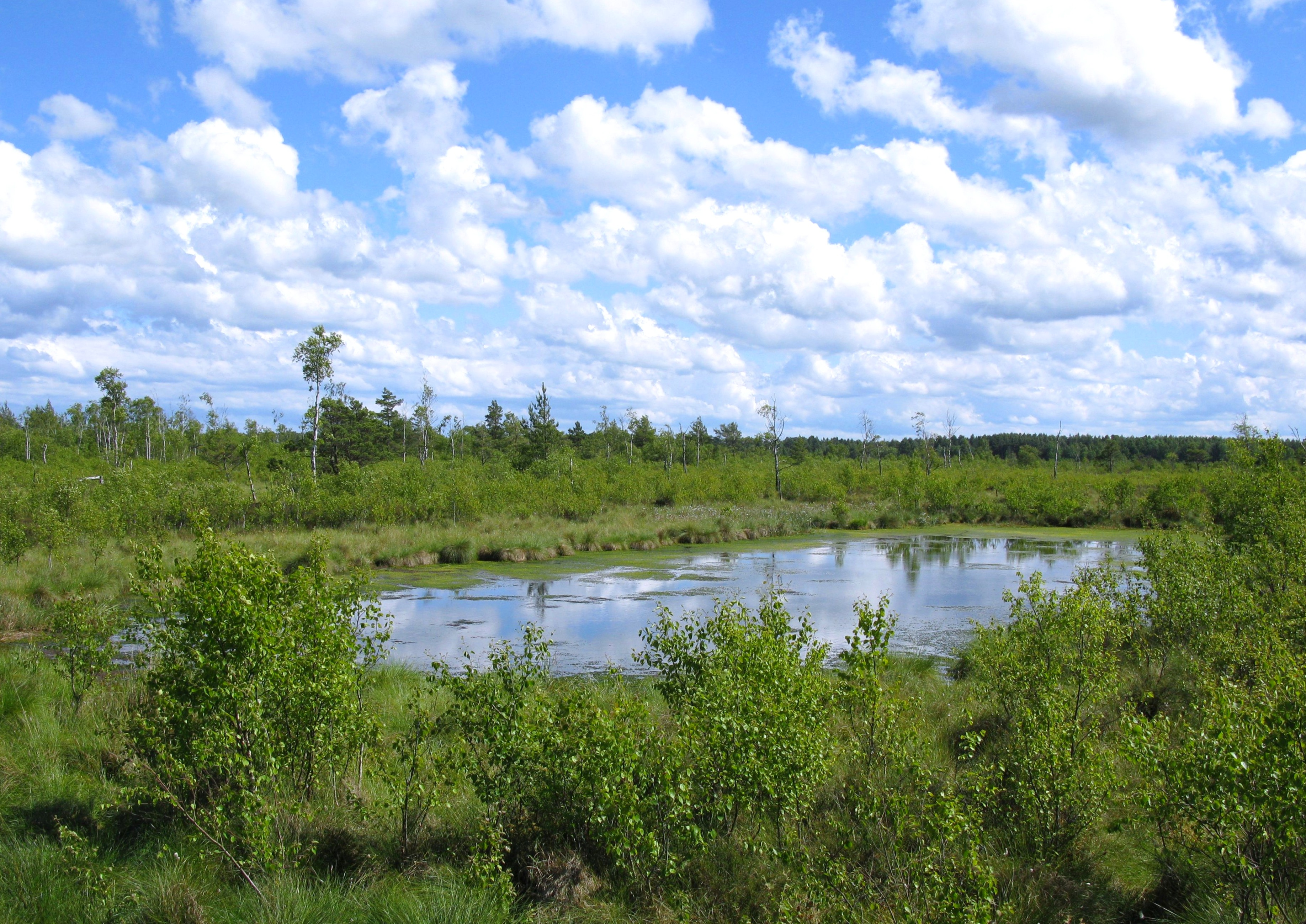
Jezioro dystroficzne w rezerwacie przyrody Bielawa

Jezioro dystroficzne, jezioro oligo-humotroficzne – w typologii jezior, jezioro, w którym produkcja oparta jest w większości na materii allochtonicznej, a więc niska jest produkcja pierwotna. W odróżnieniu od typowych jezior oligotroficznych, które też charakteryzują się małą produkcją pierwotną, ilość węgla organicznego jest jednak duża. Definicję tę spełniają m.in. jeziora saprotroficzne, ale najczęściej pojęcie jezioro dystroficzne utożsamiane jest z jeziorem polihumusowym. Inną próbą doprecyzowania znaczenia jest używanie nazwy jezioro oligo-humotroficzne. Są to więc najczęściej zbiorniki śródbagienne charakteryzujące się dużą zawartością kwasów humusowych, torfu lub butwiny (nadającego im kwaśny odczyn i zabarwienie żółte lub brunatne) i niską produktywnością biologiczną. Ponieważ pojęcie dystrofii jest nieścisłe – może obejmować zarówno jeziora skądinąd oligotoficzne, jak i jeziora eutroficzne – niektórzy propagują uściślenie nazwy jezior zawierających duże ilości substancji humusowych jako jeziora humotroficzne (analogicznie do nazw typu jezioro syderotroficzne, jezioro słone, które podkreślają jeden czynnik kluczowy dla produktywności zbiornika modyfikujący trofię wynikającą z zawartości biogenów).
Jezioro dystroficzne, lokalnie zwane też sucharem, to jeden z typów jezior w nieharmonicznym ciągu sukcesyjnym. Na ogół są to jeziora małe, najczęściej w zlewni śródleśnej lub torfowiskowej. Mała produktywność biologiczna wynika z dużej ilości substancji humusowych, tworzących trwałe kompleksy z biogenami (w konsekwencji azot i fosfor nie są dostępne dla roślin).
Pas roślinności brzegowej składa się zazwyczaj z mchów torfowców, tworzących pływające pło (zobacz wiszary), z licznymi roślinami torfowiskowymi (wełnianka, rosiczka, bobrek trójlistkowy). W strefie litoralnej brak jest elodeidów, obecne są nimfeidy. W osadach dennych tworzy się tyrfopel. Duża ilość zawiesiny utrudnia przenikanie promieniowania czynnego fotosyntetycznie w głąb toni wodnej. W fitoplanktonie dominują glony desmidie i wiciowce miksotroficzne (np. Cryptomonas). Wśród bezkręgowców wodnych dominują tyrfobionty i tyrfofile, ryb nie ma w ogóle lub są nieliczne.
Pło torfowcowe – małe pływające wyspy – możemy zaobserwować na jeziorach dystroficznych w Puszczy Piskiej i Augustowskiej, np. w rezerwacie „Tobolinka” koło Sejn. Mają one kształt kolisty i średnicę 5–20 m. Na takiej pływającej wyspie, będącej fragmentem pła, z czasem kształtuje się koncentryczny układ przestrzenny: w środku wyspy rosną pojedyncze sosny, a wokół mszary przejściowotorfowiskowe (np. rezerwat „Zakręt” w Puszczy Piskiej). Jeziora dystroficzne mają najuboższą florę. Na śródleśnym jeziorze dystroficznym w Lasach Taborskich utworzono rezerwat „Jezioro Czarne”.
Ze względu na ilość substancji humusowych wśród humotroficznych jezior dystroficznych wyróżnia się:
- jeziora oligohumusowe,
- jeziora mezohumusowe,
- jeziora polihumusowe.

Naturalne jeziora dystroficzne zostały w systemie Natura 2000 uznane za siedlisko przyrodnicze (nr 3160) wymagające ochrony.